# Birgitte Elisabeth Andersen
 "Birgitte Andersen" omdirigeres hertil. For andre betydninger af Birgitte Andersen, se Birgitte Andersen (dommer).
Birgitte Elisabeth Andersen (født Olsen, 17. december 1791 - 6. februar 1875) var en dansk skuespillerinde og danserinde, der var aktiv 1806-1838.
Hun var datter af Iver Olsen, der var kontrollør ved Det Kongelige Teater. Hun blev elev hos Antoine Bournonville på balletskolen 1801, og 1804 blev hun en af de første elever på den nystiftede Den Kongelige Dramatiske Skole, og betragtes som skolens fremmeste elev. Birgitte Olsen debuterede på Hofteatret i 1806 og på Det Kongelige Teater i 1808, og blev førsteskuespillerinde 1810. Hun beskrives som smuk, intelligent, kølig, med anlæg for det ironiske. Hun blev betragtet som bedst i lidt alvorligere roller (det såkaldte "højere lystspil"), men blev kritiseret for en vis stivhed. Hun var den første dansker, der spillede Portia (1828), Ofelia (1813) og Schillers Jeanne d’Arc (1819). Hun fik afsked med fuld pension 1838.
I 1815 giftede hun sig med med kapelmester Caspar Heinrich Bernhard Andersen. Deres datter var forfatteren Clara Andersen.